# William Asher
Pour les articles homonymes, voir Asher (homonymie).
William Asher est un réalisateur, producteur et scénariste américain né le 8 août 1921 à New York (États-Unis), et mort le 16 juillet 2012 à Palm Desert.

## Biographie
William Asher est l'un des réalisateurs les plus prolifiques de télévision et a dirigé plus de deux douzaines de séries.
Avec la télévision à ses débuts, Asher présente la sitcom Our Miss Brooks, qui est adaptée à partir d'une émission de radio. Il commence à diriger I Love Lucy par 1952. À la suite de ses premiers succès, Asher est considéré comme un "enfant prodige de la télévision".
Asher est nommé quatre fois pour un Emmy Awards, et le remportant une fois pour la direction de Ma sorcière bien-aimée en 1966. Il est également récompensé par la Directors Guild of America Awards en 1951 pour I Love Lucy. Il est l'époux de l'actrice Elizabeth Montgomery entre 1963 et 1973, durant la période où il la dirige dans la série Ma sorcière bien-aimée. Le couple a trois enfants. Elizabeth Montgomery et William Asher restent tout de même amis, après leur divorce.
Au cinéma, William Asher réalise notamment le film Beach Party en 1963 pour American International Pictures, avec le rocker Frankie Avalon dans le rôle principal. Ce film est le premier d'une longue série d'un genre justement appelé « beach party movies », mettant en scène des groupes d'adolescents évoluant au bord de la mer et généralement accompagnés de musique rock, pop, soul ou de surf music, et où des vedettes de la chanson jouent parfois leur propre rôle. Asher dirige Muscle Beach Party, Bikini Beach, Beach Blanket Bingo et How to Stuff a Wild Bikini.

## Filmographie

### Comme réalisateur
- 1948 : Leather Gloves (en)
- 1950 : Racket Squad (en) (série télévisée)
- 1950 : The Colgate Comedy Hour (en) (série télévisée)
- 1950 : Big Town (en) (série télévisée)
- 1951 : I Love Lucy ("I Love Lucy") (série télévisée)
- 1952 : Our Miss Brooks (série télévisée)
- 1953 : Make Room for Daddy (en) (série télévisée)
- 1953 : Where's Raymond? (en) (série télévisée)
- 1954 : The Lineup (en) (série télévisée)
- 1954 : Willy (en) (série télévisée)
- 1954 : December Bride (en) (série télévisée)
- 1956 : Mobs, Inc. (en)
- 1956 : The Dinah Shore Chevy Show (en) (série télévisée)
- 1957 : The Shadow on the Window (en)
- 1957 : Le 27e jour (The 27th Day)
- 1960 : No Place Like Home (TV)
- 1963 : Beach Party
- 1963 : La Revanche du Sicilien (Johnny Cool)
- 1963 : Mickey and the Contessa (TV)
- 1963 : The Patty Duke Show (en) (série télévisée)
- 1964 : Ma sorcière bien-aimée (TV)
- 1964 : Muscle Beach Party
- 1964 : Bikini Beach
- 1965 : Beach Blanket Bingo
- 1965 : How to Stuff a Wild Bikini
- 1965 : Gidget (en) (série télévisée)
- 1966 : Fireball 500 (en)
- 1972 : The Paul Lynde Show (en) (série télévisée)
- 1976 : Alice (série télévisée)
- 1977 : Tabitha (série télévisée)
- 1979 : Shérif, fais-moi peur ! ("The Dukes of Hazzard") (série télévisée)
- 1979 : Flatbush (en) (série télévisée)
- 1979 : The Bad News Bears (en) (série télévisée)
- 1979 : A Christmas for Boomer (TV)
- 1981 : Harper Valley P.T.A. (en) (série télévisée)
- 1981 : Private Benjamin (en) (série télévisée)
- 1983 : À la limite du cauchemar (Night Warning)
- 1984 : Crazy Like a Fox (série télévisée)
- 1985 : Movers & Shakers
- 1985 : La Marraine de Charley (Charley's Aunt) (TV)
- 1985 : I Dream of Jeannie: 15 Years Later (en) (TV)
- 1990 : Return to Green Acres (TV)

### Comme producteur
- 1948 : Leather Gloves (en)
- 1955 : The Bamboo Cross (TV)
- 1958 : Shirley Temple's Storybook (en) (série télévisée)
- 1959 : Fibber McGee and Molly (en) (série télévisée)
- 1963 : Johnny Cool
- 1972 : Temperatures Rising (en) (série télévisée)
- 1972 : The Paul Lynde Show (en) (série télévisée)
- 1985 : Movers & Shakers
- 1986 : Kay O'Brien (en) (série télévisée)

### Comme scénariste
- 1964 : Bikini Beach
- 1965 : Beach Blanket Bingo
- 1965 : How to Stuff a Wild Bikini
- 1966 : Fireball 500 (en)